# Pin-up

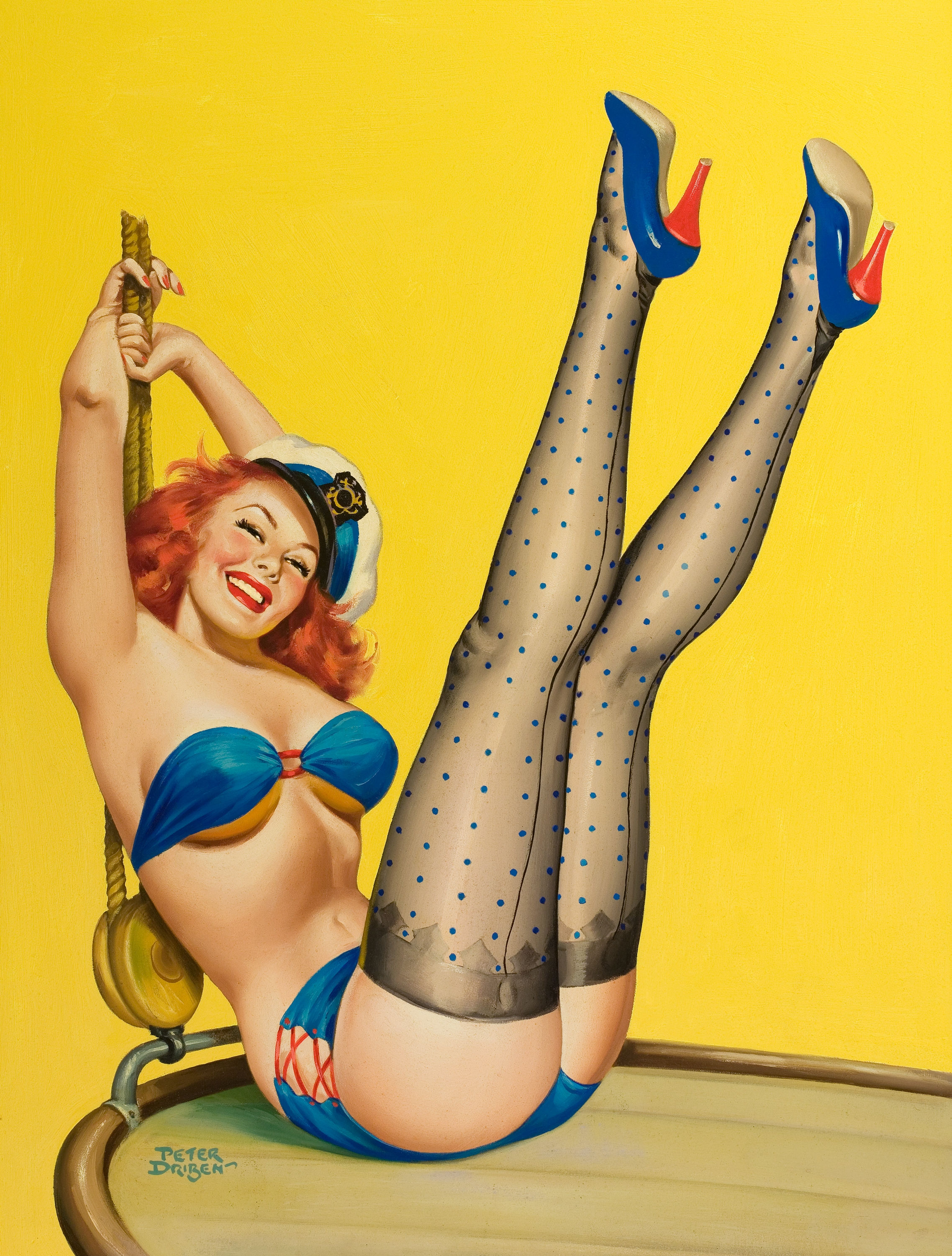
Pin-up clasic.
Pictură de Peter Driben din 1953.</br>

O imagine pin-up (în română de agățat în ac) este o reprezentare a unei femei într-o postură seducătoare. Lucrarea, realizată în creion, pensulă sau prin fotografiere, trebuie să fie produsă pe scară largă, și răspândită unui public numeros. Termenul a luat ființă în 1941.
Fotografiile pin-up sunt cunoscute, de asemenea, sub numele de fotografii cheesecake. Ilustrând femei îmbrăcate sumar sau complet dezbrăcate, pin-up-ul a fost considerat tabu în cultura populară americană la începutul secolului XX. De atunci și până în prezent, curentul a văzut o creștere în popularitate, în mare parte datorită accesibilității sale. Imaginile pin-up puteau fi decupate din reviste și ziare, sau apărea pe cărți poștale și litografii. Pozele erau adesea folosite ca postere sau calendare. 
Pin-up-urile cu bărbați, cunoscute drept fotografii beefcake, au fost contemporane cu cele feminine, dar nu s-au bucurat de aceeași notorietate.

## Istorie
Începând cu secolul al XIX-lea, modelul pin-up a avut „origini teatrale”; actrițele și interpretele de burlesc foloseau fotografii pe post de cărți de vizită pentru a-și face publicitate. Potrivit istoricului Maria Elena Buszek, „Pentru a înțelege atât identitatea complicată, cât și natura subversivă a actriței de secol XIX, trebuie să înțelegem că viziunea epocii asupra potențialului femeilor era indisolubil legată de sexualitatea lor, care, la rândul ei, era legată de nivelul lor de vizibilitate în sfera publică: indiferent de rasă, clasă sau mediu, se presupunea că, pe măsură ce femeia era mai publică, cu atât mai „publică” sau mai disponibilă era sexualitatea ei.” 
Așa-numita „domnișoară Fernande”, pe care unii o identifică drept Fernande Barrey (1893-1960), este considerată primul model pin-up din lume. Fotografiile sale afișau un decolteu amplu și nuditate frontală completă.
Fiind obiecte ale fanteziilor sexuale, actrițele din filmele de la începutul secolului XX au fost atât desenate și fotografiate, cât și puse pe postere pentru a fi vândute, pentru uz personal. Printre celebritățile care au fost considerate simboluri sexuale s-a numărat una dintre cele mai populare fete pin-up, Betty Grable, al cărei poster era omniprezent în dulapurile soldaților în timpul celui de-al Doilea Război Mondial.

## Feminism
Maria Buszek, autoarea cărții Pin-up Grrrls, a declarat că fata pin-up „a prezentat femeilor un model de exprimare și de găsire a plăcerii în subiectivitatea lor sexuală”.
Încă din 1869, femeile au fost susținătoare și protestatare ale pin-up-ului. Susținătoarele primelor conținuturi pin-up au considerat că acestea erau o „respingere pozitivă post-victoriană a rușinii corporale, și o ilustrare respectuoasă și sănătoasă a frumuseții feminine.”
În schimb, femeile protestatare au susținut că aceste imagini corupeau moralitatea societății, și au considerat că afișările sexuale publice ale femeilor coborau standardele feminității, distrugându-le demnitatea, reducându-le la simple obiecte de plăcere pentru bărbați, și, prin urmare, erau dăunătoare atât pentru femei, cât și pentru tinerii adolescenți.
Unii critici au susținut că, la începutul secolului al XX-lea, aceste desene au ajutat la definirea anumitor idei ce țineau de igienă, sănătate și îngrijire, și au fost apreciate atât de bărbați, cât și de femei. Cu toate acestea, pe măsură ce timpul a trecut, imaginile s-au schimbat de la respectabile la ilicite.

## Era contemporană
Deși modelingul pin-up este asociat cu Al Doilea Război Mondial și anii 1950, acesta s-a dezvoltat într-o subcultură încă prezentă în stilurile celebrităților și personalităților publice. Pamela Anderson a fost considerată o „pin-up veșnică” datorită deceniilor în care a fost model pentru revista Playboy a lui Hugh Hefner.  Cântăreața americană Lana Del Rey, al cărei stil este comparabil cu cel al modelului pin-up clasic, a interpretat un cântec intitulat „Pin Up Galore”. Beyoncé a înregistrat o melodie intitulată „Why Don't You Love Me”, care aduce un omagiu reginei pin-up americane din anii 1950, Bettie Page. 
Interpreta burlesc Dita Von Teese este adesea menționată ca fiind o pin-up modernă. Von Tesse a apărut într-un film biografic despre Bettie Page, Bettie Page Reveals All, în care ajută la definirea pin-up-ului. Katy Perry se folosește de ideile asociate cu modelingul pin-up, incluzându-le în videoclipuri și costume. Spectacolul de modă Victoria's Secret poate fi comparat cu spectacolul burlesc, în timp ce calendarul lor anual poate fi comparat cu arta pin-up.

## Galerie

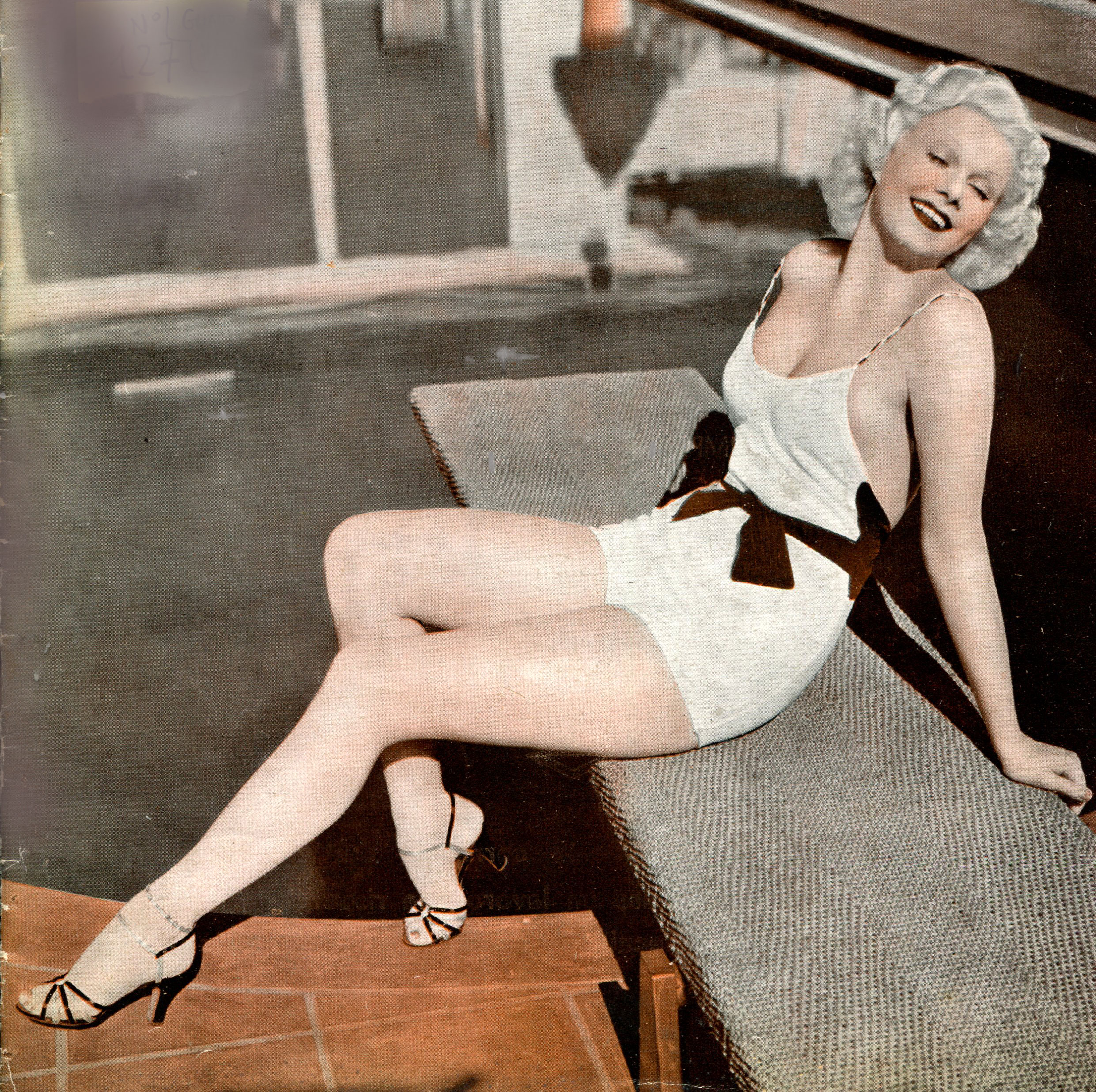
Jean Harlow, 1934
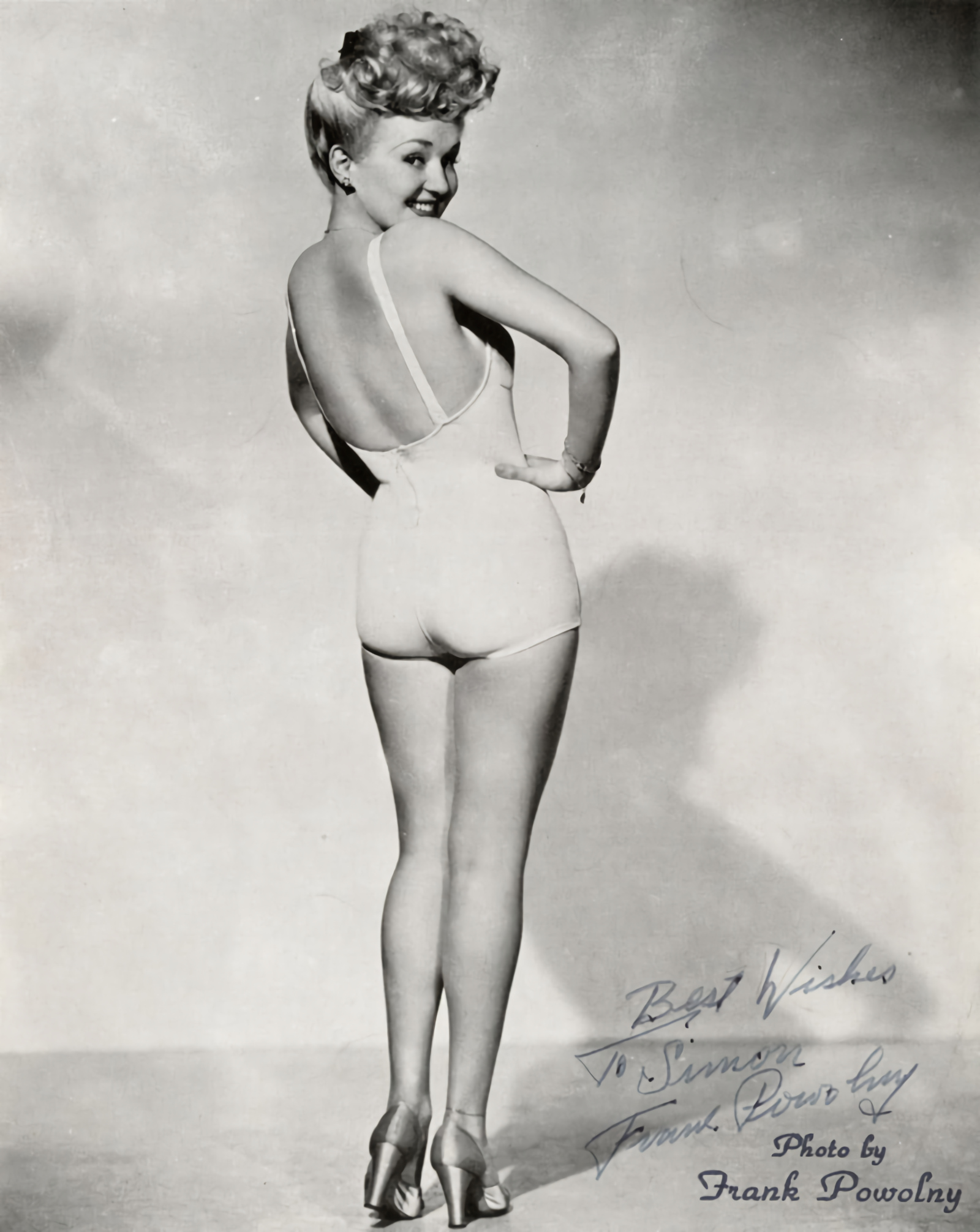
Pin-up faimos cu Betty Grable, 1943
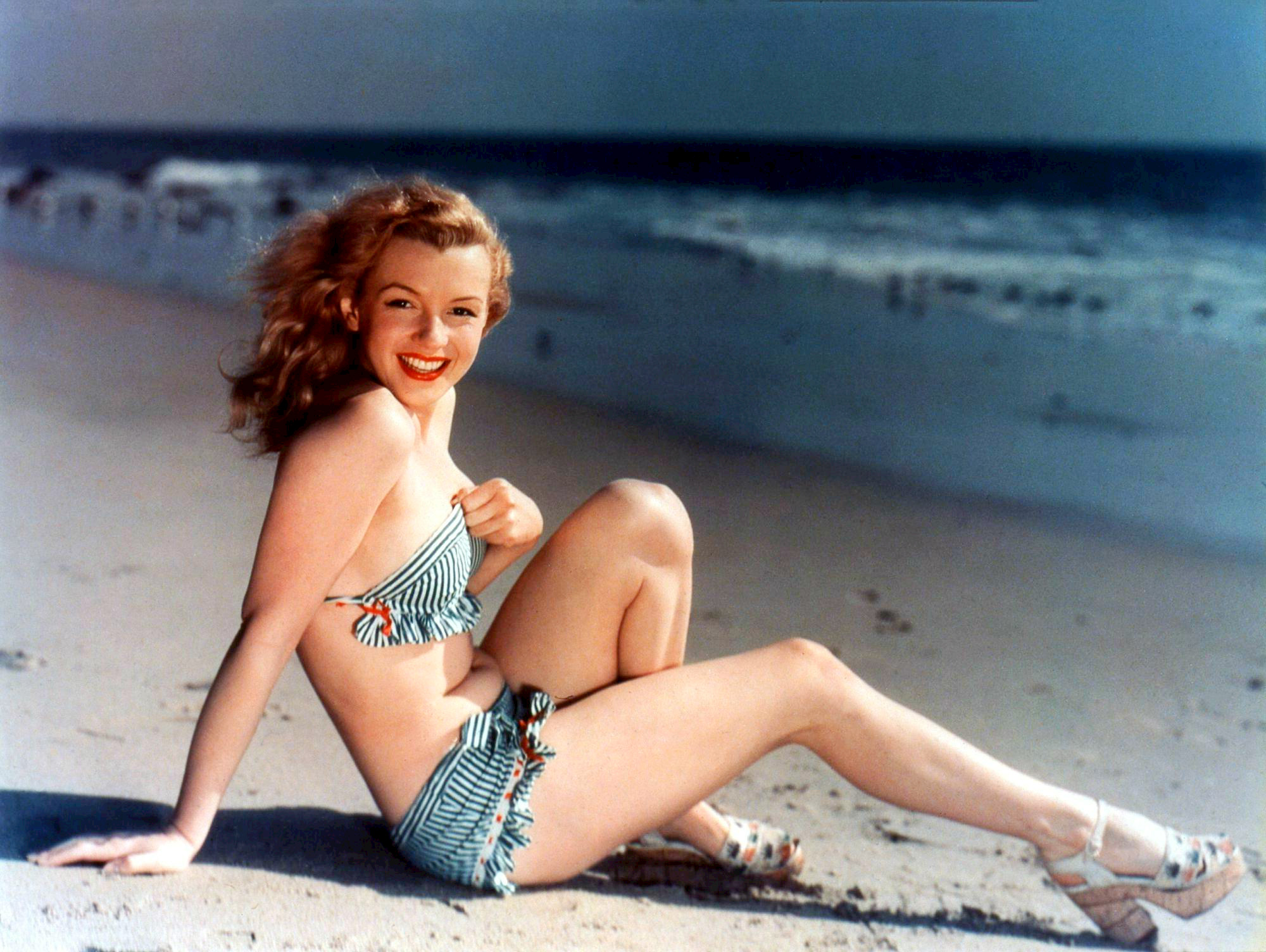
Fotografie de calendar cu Marilyn Monroe, circa 1946
- Bettie Page în filmul Teaserama, 1955

## Legături exerne
- Materiale media legate de Pin-up la Wikimedia Commons
- 50 Years of American Pin-Ups
- The Pin Up